# 하녀 (1960년 영화)
《하녀》(下女)는 1960년에 김기영 감독이 만든 스릴러 영화이다.
금천에서 일어난 살인사건을 소재로 해서 만들어진 이 영화는 중산층 가정에 하녀가 들어오는 것으로 시작된다. 어느날 밤, 하녀는 일하는 집의 가장인 동식과 관계를 맺게 되고 이후 하녀는 이 가정을 조금씩 파괴해 간다. 당시 명보극장에서 개봉, 10만 명이라는 관객을 모으며, 선풍적인 인기를 끌었고, 오늘날에도 김기영 감독의 대표작으로 인정받고 있다.
최근 임상수 감독이 이를 리메이크하여 《하녀》(2010)란 제목으로 발표하였으며, 2008년 세계 영화 재단의 지원을 받아 한국영상자료원에서 복원되었다.

## 줄거리
동식은 방직공장의 음악부 선생이자 한 가정의 가장이다. 어느날 동식은 금천에서 일어난 하녀의 살인사건 기사에 흥미를 보인다. 미남 선생으로 인기가 높던 동식은, 어느날 여공 곽선영에게서 연애편지를 받는다. 편지를 받은 동식은 이를 기숙사 사감에게 알리고, 이로 인해 곽은 직장을 그만두게 된다. 한편, 곽에게 연애편지를 쓰라고 부추겼던 그녀의 룸메이트인 조경희는 동식의 새 집으로 피아노 레슨을 받으러 다니게 된다. 그러던 중, 동식은 과로로 힘들어 하는 아내를 위해 경희에게 하녀를 소개해 줄 것을 부탁한다. 경희는 공장 여급으로 있던 하녀를 소개시켜 주고, 하녀는 동식의 집으로 들어가게 된다.
담배를 피우고, 쥐를 때려 잡는 등 하녀는 기묘한 모습을 보인다. 하지만 큰 사건 없이, 동식의 집안은 단란하고 화목한 생활을 한다. 셋째를 임신한 아내는, 휴양차 친정에 가고, 그 사이 공장으로는 공장을 관둔 곽의 사망 소식이 전해져 온다. 경희와 동식은 곽의 장례식에 다녀오고, 그날 밤 경희는 동식에게 자신의 사랑을 고백한다. 하지만, 동식은 불장난 따위에 가정을 망칠 수는 없다며 경희를 매몰차게 거절한다. 이에 모욕감을 느낀 경희는 집을 떠나고 이를 보고 있던 하녀는 동식을 유혹해 관계를 맺는다.
친정에 갔던 아내와 아이들이 집으로 돌아오고, 동식은 아무일도 없었던 것처럼 행동한다. 하지만 하녀는 동식에게 자신은이제 동식의 첩이라며 시시때때로 동식에게 접근해오고, 이에 동식은 당혹스러워한다. 결국 동식은 부담감을 이기지 못하고 아내에게 자신과 하녀 사이에 있었던 일을 고백한다. 이를 들은 아내는, 어떻게 그럴 수 있느냐며 분개한다. 그리고 아내는 하녀를 설득해 뱃속의 아이를 유산시키도록 한다. 아이를 잃은 하녀는 점점 난폭해져가고, 그 와중에서 아내는 셋째 아이를 낳는다. 주인집의 세 아이를 보면서 자신을 유산하도록 한 동식 부부에 분노를 느낀 하녀는 결국 창순을 계단에서 굴러떨어져 죽게 만든다. 이윽고 하녀는 이 모든 사실을 공장에 알리겠다며 협박하고, 결국 하녀는 집의 권력 구조를 장악하게 된다. 하지만 곧, 하녀는 자신은 자살 할 것이라며 동식에게 자신과 같이 독약을 마시면 죽어주겠다고 한다. 동식은 마지못해 하녀와 독약을 들이킨다. 그러나 마지막만큼은 하녀 옆에서 맞이 할 수 없다면서 아내의 곁으로가 마지막 순간을 맞는다.

## 출연진
| 배 우  | 캐릭터 명 | 인물 설명 |
| ------ | --------- | --- |
| 김진규 | 김동식    | 집의 가장이고, 공장의 음악부 선생님이 직업이다. 미남 음악 선생님으로 인기가 좋으며, 아내와 아이들에게도 성실하고 자상하다. 하지만, 경희와 하녀의 접근에 우유부단한 모습을 보이는 등, 전형적이고 강직한 아버지와는 거리가 있다. |
| 주증녀 | 동식 부인 | 풍요롭고 화목한 가정을 가꾸기 위해 최선을 다하는 아내이다. 새 집을 마련하기 위해 삯 바느질을 마다하지 않더니, 새 집에 이사와서도 텔레비전을 사기 위해서나, 아이들을 대학 보내야 한다는 일념으로 계속해서 재봉틀을 돌린다. 하지만, 하녀가 임신을 했다는 사실을 알고, 하녀를 계단에서 굴르게 만들어 유산을 시키고, 하녀의 밥에 쥐약을 탈 만큼 잔인하기도 하다. 하녀의 유산 이후, 그녀의 입을 막기 위해 자신이 그녀의 수발을 드는 상황에 놓이게 되고, 결국 그녀의 꿈이던 풍요롭고 화목한 가정은 산산이 깨져 버린다. |
| 이은심 | 하녀      | 원래 공장의 여급으로 일하다가, 경희의 소개로 동식의 집에 들어간다. 담배를 피우고, 쥐를 때려 잡는 등 순진한듯 하면서도 동물같은 모습을 보여줄 때도 있다. 후에 동식을 유혹하여 임신을 하고는, 동식에게 애정을 요구하며 그를 협박하기도 하고, 그에게 매달리기도 한다. |
| 엄앵란 | 조경희    | 선영의 기숙사 친구로 동식을 사모한다. |
| 안성기 | 김창순    | 동식의 아들. 둘째이며, 장난기가 많고 쾌활하다. 종종 다리가 아픈 누나를 놀리기도 한다. 하녀에게 반말을 쓰는 등, 종종 반감의 표시를 보이기도 한다. 아이를 잃은 하녀의 복수로, 계단에서 굴러 떨어져 죽는다. |
| 이유리 | 김애순    | 동식의 장녀. 다리가 아파서 정상적으로 걷지 못하며, 재활치료를 받고 있다. |
| 옥경희 | 곽선영    | 동식을 사모해 그에게 연애 편지를 보냈다가 회사를 그만 두게 된다. 회사를 그만 둔 후, 곧 그녀가 죽었다는 소식이 공장에 전해진다. |

## 제작진[2]
- 제작 - 김기영 푸로덕슌
- 각본 - 김기영
- 감독 - 김기영
- 기획 - 김영철
- 제작담당 - 안화영
- 촬영 - 김덕진
- 조명 - 고해진
- 편집 - 오영근
- 진행 - 박준호
- 기록 - 김정숙
- 연출보 - 전응주, 김대희, 정효섭
- 촬영보 - 유영조, 이승언, 최승학
- 조명보 - 서병수, 김동포
- 녹음 - 손인호
- 효과 - 이상만
- 현상/인화 - 사단법인 대한영화사
- 미술 - 박석인
- 작곡/지휘 - 한상기
- 연주 - 한국영화음악교향악단

## 뒷 이야기
극중 하녀역을 맡은 이은심은, 이 영화가 첫 주연이었다. 하지만 그녀는 이 영화 이후 단 2편 영화만을 더 찍었는데, 이는 당시 영화를 보던 관객들은 영화 속 하녀를 보면서 '저 년 잡아 죽여라'라고 외칠만큼 극중 캐릭터에 대한 반감이 컸기 때문이라고 한다. 하지만 이 소문은 사실이 아니며, 칭찬을 많이 받았다고 한다.

## 영화제 참가 및 수상
- 1961년 8회 아시아영화제 출품
- 1961년 제2회 영화예술상(주간 연예신문사, 영화예술사 주최) - 감독상
- 1960년도 한국최우수영화상(1961년 12월 공보부 주최), 최우수감독상, 최우수신인상(이은심), 최우수촬영상, 최우수미술상, 최우수편집상
- 2008년도 칸 영화제 클래식 부문 초청 상영

## 속편
이 영화는 하녀 3부작이라고 불리는 시리즈의 첫 번째 작품이다. 속편으로는 <화녀>(1971)와 <화녀'82>(1982) 가 있다. 줄거리에 큰 변화는 없지만, 각각 70년대와 80년대의 시대적 상황에 맞게 각색되었다.

## 복원, DVD출시, 재개봉
하녀의 디지털 복원은 2008년에 세계영화재단(WCF, World Cinema Foundation.)의 지원을 받아한국영상자료원에서 이루어졌다. 복원 당시, 처음 자료원에서 수집한 필름에는 약 20분가량이 없었다고 한다. 후에, 이 필름의 상실 부분을 영상자료원에서 보유 중이던 영문자막 프린트 필름에서 네가 필름을 복원, 결손 부분을 보충하여 복원하였다.
하녀의 디지털 복원판 DVD는 2009년 6월에 한국영상자료원에 의해서 출시되었다. 한국어, 영어, 불어, 일본어 자막이 있으며 김영진 평론가와 봉준호 영화감독의 음성해설이 있다. 복원전후 영상과 이미지 자료모음도 서플먼트로 수록되어 있다. 소책자에는 영화의 기본정보와 함께 <전설의 낙인-영화감독 김기영>을 쓴 이연호씨의 평론과 디지털 복원에 관한 글이 담겨 있다.
하녀의 디지털 복원판은 2010년 6월 3일에 재개봉되었다. 1960년 당시 개봉할 때에는 연소자 관람불가였으나, 재개봉하면서 15세 이상 관람가로 등급이 조정되었다. 마케팅과 배급은 미로비전이 담당하였다.

## 영화 정보
- 한국영화 탄생 100년을 맞아 KBS와 한국영상자료원은 2019년 10월부터, 시대별 대표 한국영화를 선정 '한국영화 100년 더 클래식'을 통해 12편의 영화를 방송했다. 《하녀》는 첫 번째 작품으로 2019년 10월 11일 방송되었다.[6]